# Spoorloos (Franse televisieserie)
Spoorloos (Frans: Disparu à jamais) is een Franse televisieserie, die geproduceerd werd voor Netflix en gebaseerd is op het gelijknamige boek. De serie werd op Netflix uitgebracht op 13 augustus 2021. In het Nederlandse taalgebied kreeg de serie de naam Spoorloos omdat ook het boek zo heette.

## Verhaal
De moeder van Guillaume overlijdt, het is niet de eerste keer dat hij tegenslag gehad heeft. Zijn vriendin Sonia en broer Fred overleden enkele jaren geleden ook al. Kort na de begrafenis verdwijnt ook zijn vriendin Judith.

## Rolverdeling
| Acteur              | Personage          |
| ------------------- | ------------------ |
| Finnegan Oldfield   | Guillaume Lucchesi |
| Nailia Harzoune     | Judith Conti       |
| Guillaume Gouix     | Da Costa           |
| Garance Marillier   | Inès/Sonia Kasmi   |
| Nicolas Duvauchelle | Fred Lucchesi      |